# Bois-des-Filion
Bois-des-Filion är en stad (kommun av typen ville) i provinsen Québec i Kanada. Den ligger i regionen Laurentides, i den sydöstra delen av landet, 150 km öster om huvudstaden Ottawa. Antalet invånare var 10 519 vid folkräkningen 2021.